# Lavras do Sul
Lavras do Sul is een gemeente in de Braziliaanse deelstaat Rio Grande do Sul. De gemeente telt 8.399 inwoners (schatting 2009).

## Aangrenzende gemeenten
De gemeente grenst aan Bagé, Caçapava do Sul, Dom Pedrito, Santa Margarida do Sul, São Gabriel, São Sepé en Vila Nova do Sul.